# Soue à cochons

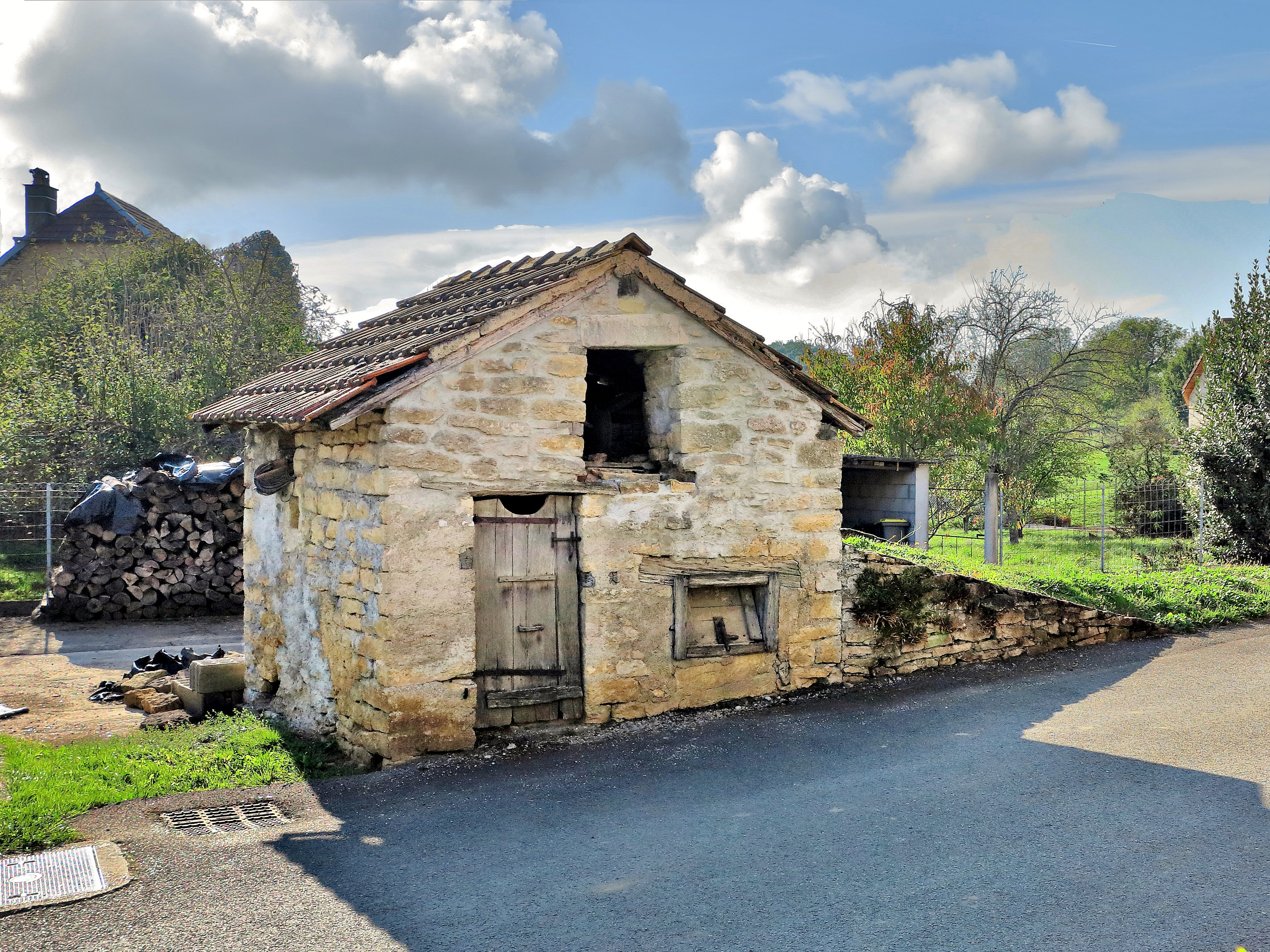
Soue à cochons à Placey.

Une soue à cochons est un petit bâtiment dans lequel on élevait quelques cochons dans les zones rurales. Elle était isolée de la demeure ou y était accolée en appentis.

## Origines
Au XIXe siècle et au début du XXe siècle dans les villages ruraux, chaque ferme avait une soue, les cochons étant une source de nourriture, tout en recyclant des déchets ménagers ou de l'exploitation.
En général deux cochons étaient élevés ensemble, l'un était vendu au boucher, l'autre était tué et mis au saloir pour les besoins de la famille. Ils étaient bien nourris : résidus du ménage, farine d'orge, pommes de terre et aussi petit lait là où il avait une laiterie.
Ce type de bâtiment a perdu généralement son usage au profit des porcheries industrielles.

## Description
C’est une petite construction rectangulaire (3 mètres de long sur 2 mètres de large en moyenne) comportant une auge, généralement en pierre, posée au bas d’une trappe pivotante (appelé le guichet) ouvrant sur l’extérieur qui permettait de nourrir le cochon sans entrer dans la soue. Une porte sert à faire entrer et sortir le cochon pour le nettoyage de la soue et pour le nourrir à l’extérieur comme lors de la glandée.
Très souvent, un petit grenier est aménagé sous le toit (à une ou deux pentes).

## Conservation
On trouve encore de nombreuses soues à cochons dans les petits villages des campagnes où elles sont restaurées et font partie du patrimoine rural. Un exemplaire se trouve au Musée des Maisons comtoises à Nancray.
Certaines sont même recensées dans la base Mérimée comme celle de Ploumanac'h, rue du Phare à Perros-Guirec.

## Galerie

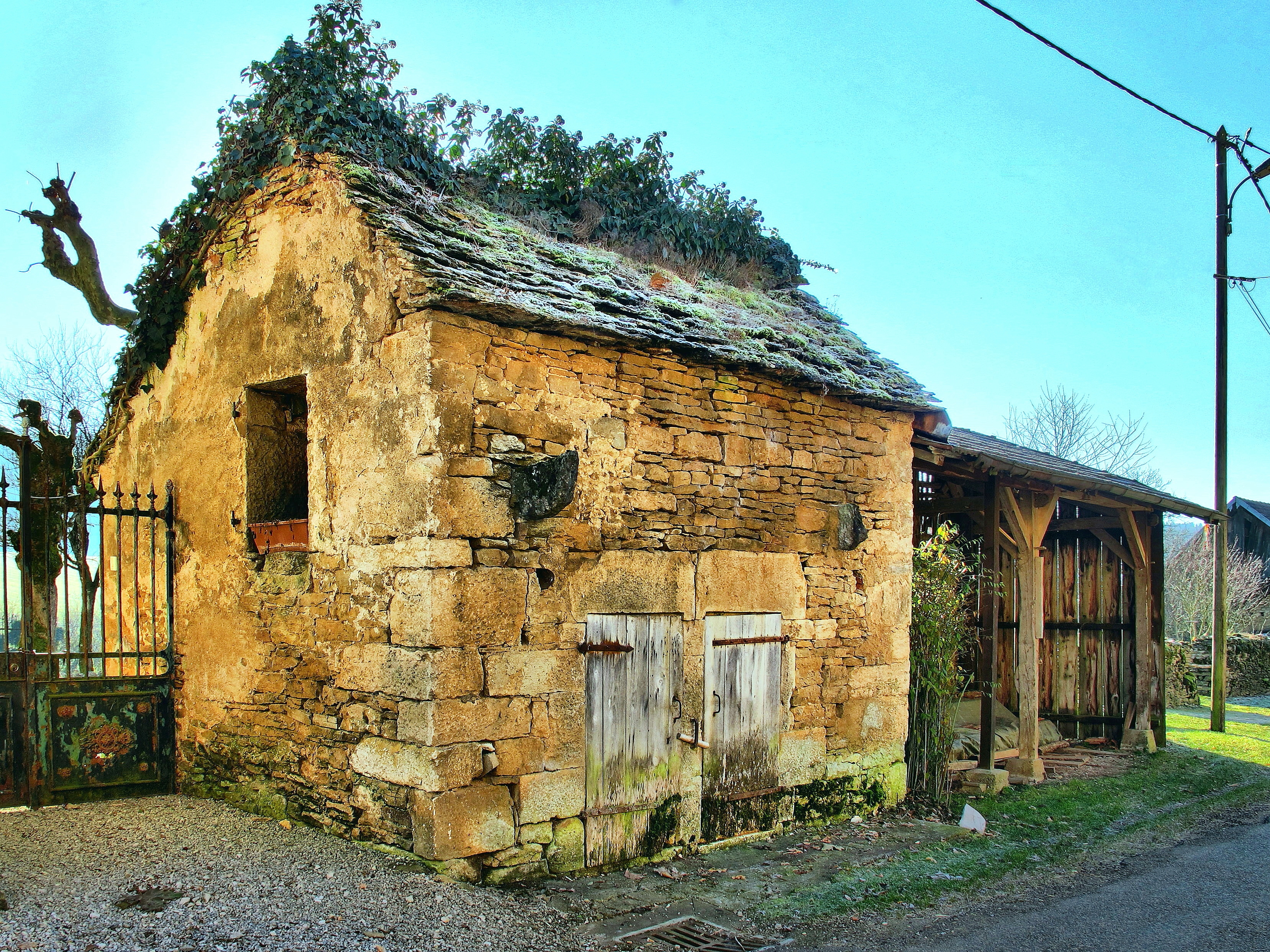
Soue à cochons avec toit de lauses à Lizine.
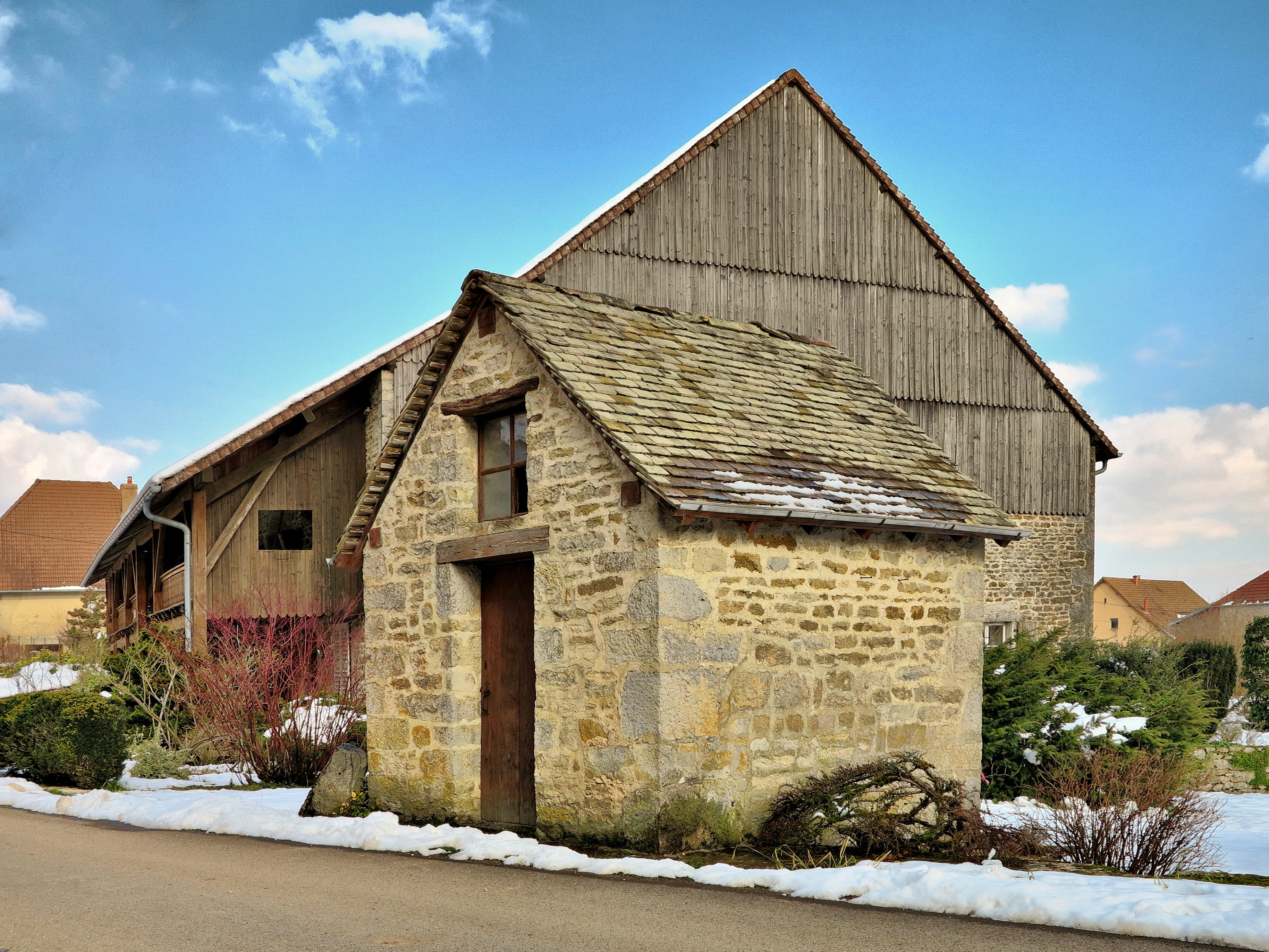
Soue à cochons restaurée à Malbrans.
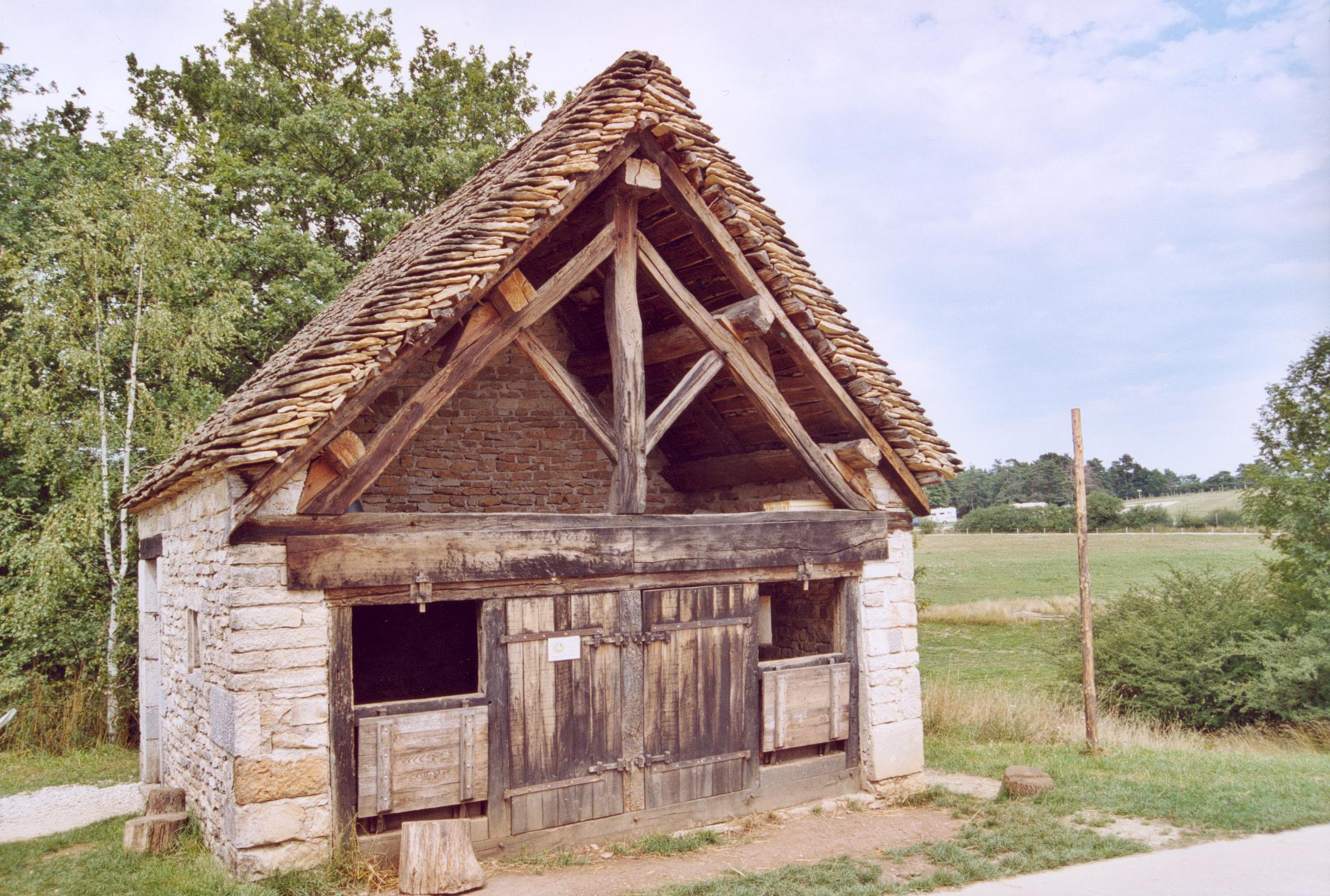
Soue à cochons double au musée des Maisons comtoises.
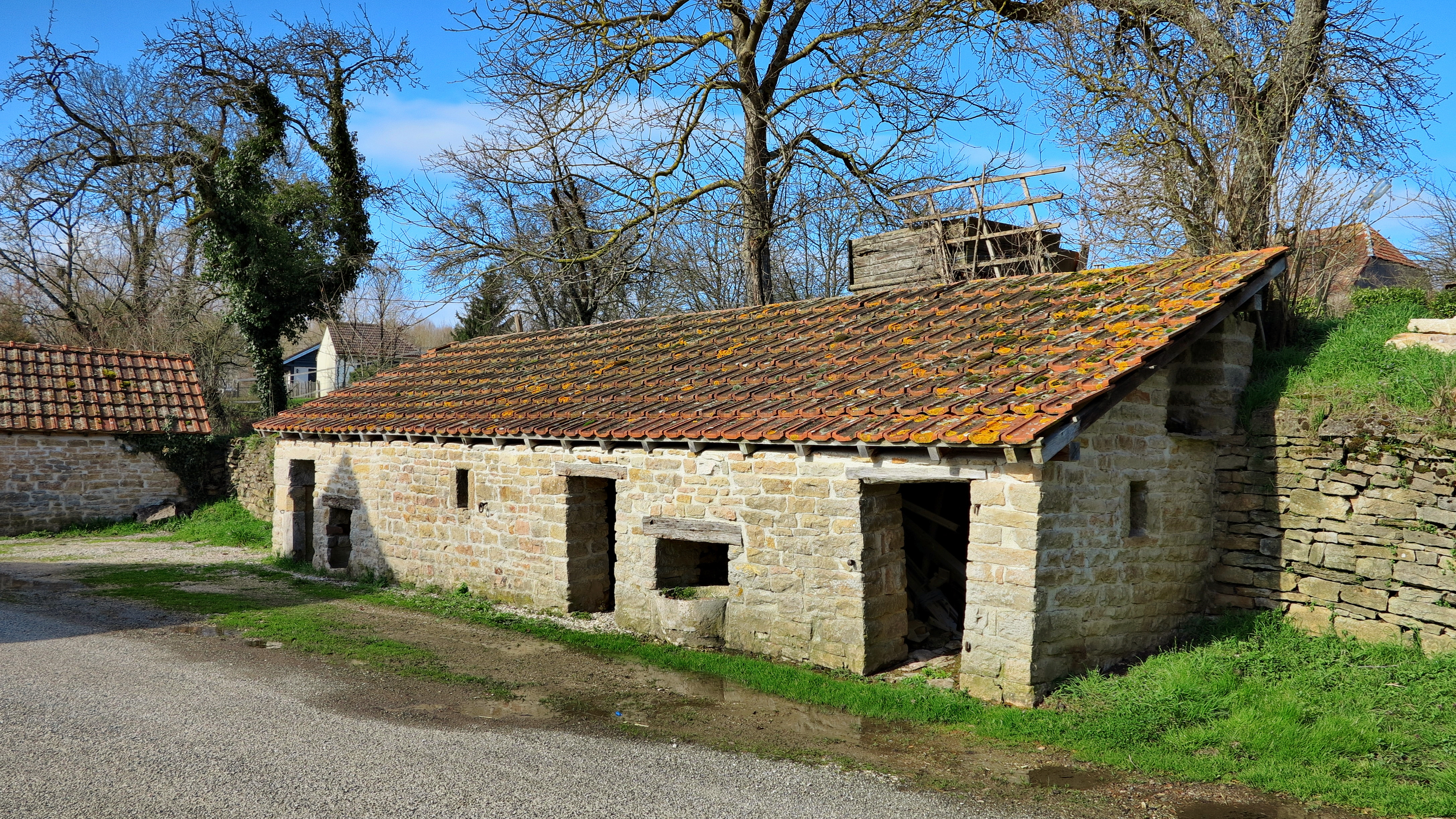
Soue à cochons multiple à Courchapon.
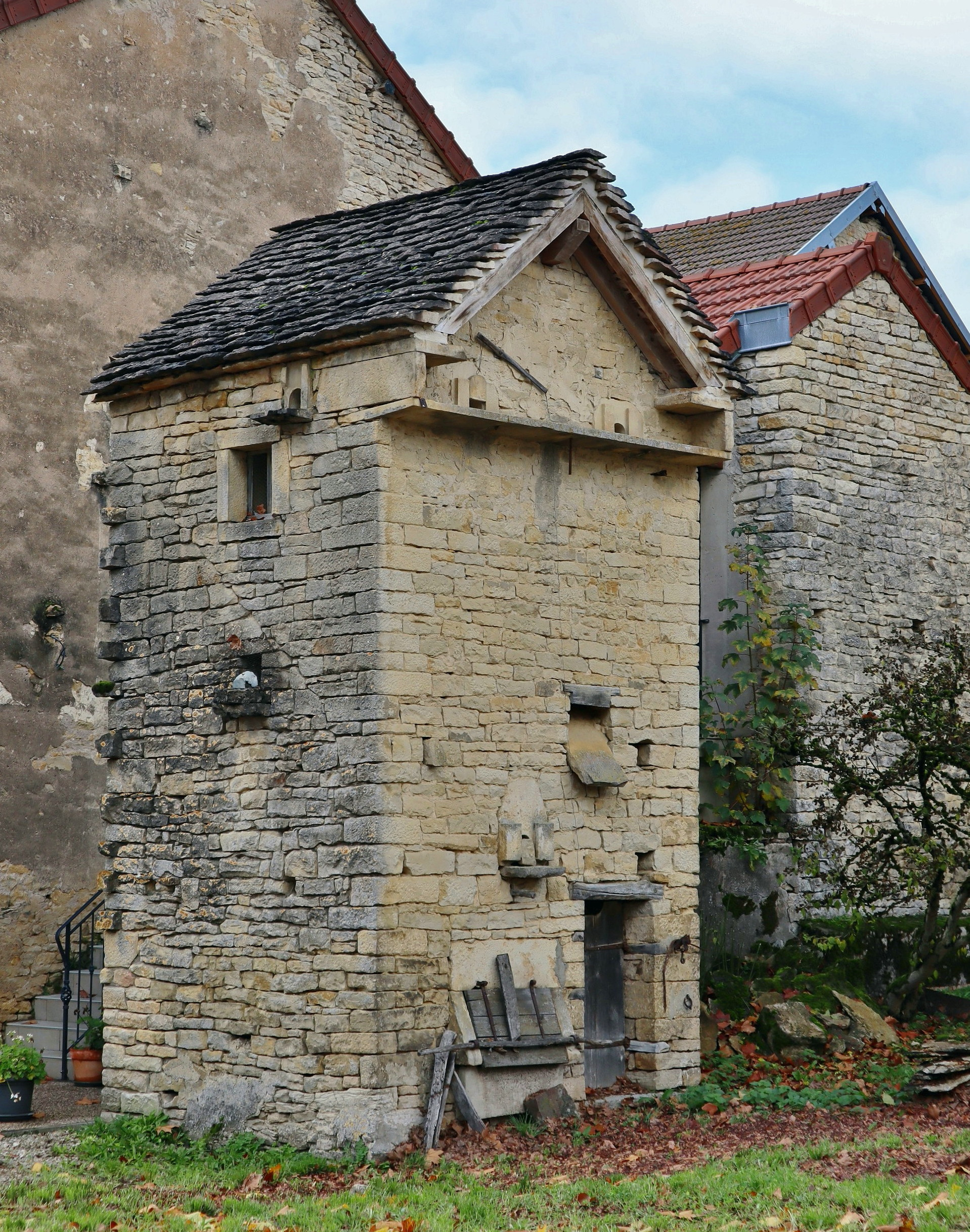
Soue-pigeonnier à Écuelle.